# Kleine Moskwa-Brücke
Die Kleine Moskwa-Brücke (russisch Малый Москворецкий мост Mali Moskworezki most) ist eine Brücke in Moskau, welche über den Wasserumleitungskanal führt. Die Brücke ist 32,5 m lang und 40 m breit. Sie wurde 1938 fertiggestellt und ist die südliche Fortsetzung der Großen Moskwa-Brücke, welche die Moskwa überquert.

## Lage
Die Brücke liegt im Straßenzug des alten Verkehrsweges von Serpuchow nach Twer, der von Süden her kommend den Wasserumleitungskanal querend die Insel Baltschug (russisch Балчуг) erreicht, bevor er die Moskwa überquert. Die Fortsetzung der Straße führt an der Basilius-Kathedrale vorbei, über den Roten Platz, am Staatlichen Historischen Museum Moskau vorbei, über den Manege-Platz und weiter durch die Twerskaja-Straße.
Unmittelbar südlich der Brücke schließt die Große Ordynka-Straße (russisch улица Большая Ордынка, transkr. uliza Bolschaja Ordynka) an, nördlich die Große Moskwa-Brücke.

## Bauwerk
Die Brücke ist in Stahlbeton als Korbbogenbrücke ausgeführt und wurde von dem Ingenieur Grigori Borissowitsch Browerman (russisch Григорий Борисович Броверман) und dem Architekten L. I. Schipman (russisch Л. И. Шипман) umgesetzt.